# إيدا فون شولزينهايم
إيدا إليونورا دافيدا فون شولزينهايم (بالسويدية: Ida von Schulzenheim)‏ (1859-1940) رسامة سويدية. وشهرتها كانت برسم لوحات للحيوانات.

## السيرة الشخصية
وُلدت إيدا فون شولزينهايم في 8 يناير 1859 في ستورا سكيدفي ‏  للبارون ديفيد ت. فون شولزينهايم وإيدا صوفيا سيدربورغ. درست في الأكاديمية الملكية السويدية للفنون، ومن عام 1888 في باريس تحت إشراف كل من جوليان دوبريه، جول جوزيف ليفبفر وبنيامين كونستانت. حصلت على شهادة فخرية في معرض العالمين في باريس 1889 ، الميدالية الفضية في آميان في عام 1890 ، الميدالية الذهبية في ستوكهولم في عام 1891 ، ذكرى فخرية في باريس في عام 1892.
عرضت فون شولزينهايم أعمالها في قصر الفنون الجميلة في معرض الكولومبي العالمي 1893 في شيكاغو، إلينوي.
أسست فون شولزينهايم شركة Föreningen Svenska Konstnärinnor (جمعية الفنانات السويديات) في عام 1910. وعملت أيضًا كرئيسة أولى لها. أسست مجتمعا لجعل الفنانات، اللائي لا يتم إعطاؤهن في كثير من الأحيان نفس القدر من الاهتمام مثل زملائهن الذكور، فرصا أفضل ليصبحن معروفات وليتم تقدير فنهم، وعدم لفت الانتباه إليهم كنساء فقط: «في الواقع لا أعتقد أننا، كفنانات، نود أن نصبح معروفات لمجرد كوننا نساء؟ أقصد، هل نود أن نعرض بأنفسنا، ما لم نضطر إلى ذلك؟» 

أعطيت إيدا فون شولزينهايم ليتاريز إيت أرتيبس ‏ في عام 1927. توفيت في 24 أبريل 1940 في ستوكهولم .

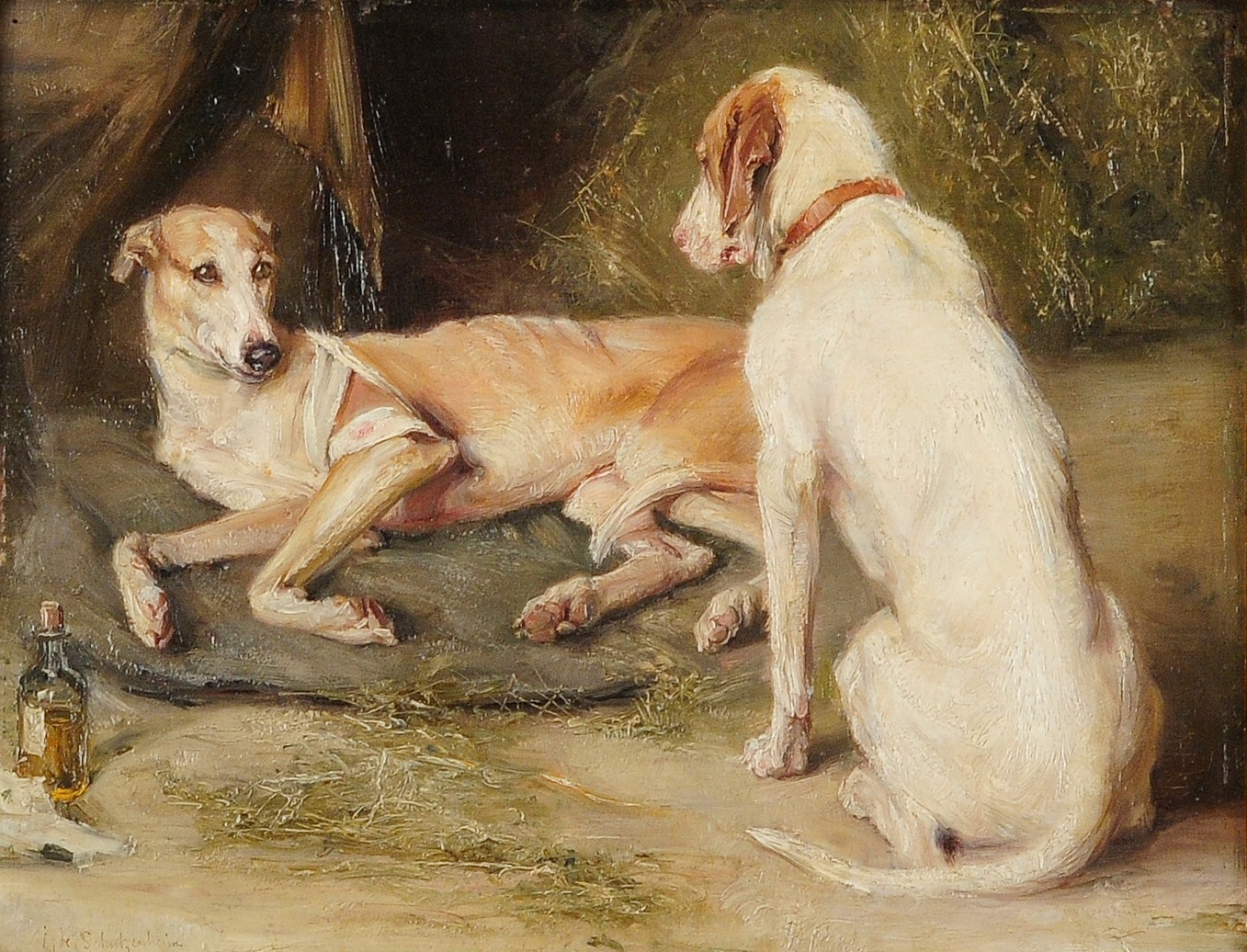
الكلاب